# Большевьясский сельсовет
Большевьясский сельсовет — сельское поселение в Лунинском районе Пензенской области Российской Федерации.
Административный центр — село Большой Вьяс.

## География
На территории сельсовета располагается озеро-старица Чапчир, находящаяся в пойме Суры.

## История
Статус и границы сельского поселения установлены Законом Пензенской области от 2 ноября 2004 года № 690-ЗПО «О границах муниципальных образований Пензенской области».

## Население
| 2002  | 2010  | 2012  | 2013  | 2014  | 2015  | 2016  |
| ----- | ----- | ----- | ----- | ----- | ----- | ----- |
| 2351  | ↘1776 | ↗2605 | ↘2547 | ↘2497 | ↘2417 | ↘2368 |
| 2017  | 2018  | 2021  |       |       |       |       |
| ↘2344 | ↘2307 | ↘1891 |       |       |       |       |

## Состав сельского поселения
| № | Населённый пункт | Тип населённого пункта       | Население |
| - | ---------------- | ---------------------------- | --------- |
| 1 | Александрия      | село                         | ↘60       |
| 2 | Белый Ключ       | село                         | ↘10       |
| 3 | Большой Вьяс     | село, административный центр | ↘1419     |
| 4 | Дарьевка         | село                         | ↘163      |
| 5 | Лесной Вьяс      | село                         | ↘693      |
| 6 | Напольный Вьяс   | село                         | ↘315      |
| 7 | София            | село                         | ↘32       |